# Довжанський ботанічний заказник
Довжа́нський зака́зник — ботанічний заказник місцевого значення в Україні. Розташований поблизу села Підгороднє Тернопільського району Тернопільської області, у квадраті 49, виділі 3 Тернопільського лісництва.

## Пам'ятка
Оголошений об'єктом природно-заповідного фонду рішенням виконкому Тернопільської обласної ради від 18 березня 1994. Перебуває у віданні ДП «Тернопільське лісове господарство».

## Характеристика
Площа — 0,02 га.